# Goliathus orientalis
Goliathus orientalis é uma espécie de besouro da subfamília Cetoniinae (Scarabaeidae).

## Descrição
Comprimento do corpo de imago é de 50-100 mm de comprimento. A principal cor de fundo é branco. Élitros suporta um padrão complexo e variável de manchas brancas cercadas por uma borda preta. Os machos têm uma cor semelhante ao processo de estrutura em forma de Y. A fêmea não tem apêndices, a cabeça sob a forma de escudo, o que contribui para cavar o chão para colocar seus ovos. Vivem apenas em áreas arenosas com espassas árvores.

## Distribuição
Distribuídos pela República do Congo, República Democrática do Congo e Tanzânia.

## Variabilidade
Devido a variedade do padrão preto e branco nos élitros, dividem-se em vários subtipos.
- Goliathus orientalis orientalis (MOSER, 1909)
- Goliathus orientalis preissi (MOSER, 1909)
- Goliathus orientalis pustulatus (STOSTEDT, 1928)
- Goliathus orientalis undulatus (KRAATZ, 1897)